# Зеніті
Зеніті (груз. ზენითი) — село в Грузії.
За даними перепису населення 2014 року в селі проживає 764 особи.